# Herb starostwa spiskiego
Herb starostwa spiskiego – symbol starostwa spiskiego w I RP. Przedstawiał na tarczy w polu błękitnym, srebrny podwójny krzyż na zielonym wzgórzu. Taki herb starostwu przypisuje Erazm Kamień w wydanym w 1575 roku herbarzu "Liber insigniorum". Godło – podwójny krzyż – wywodzące się z herbu Królestwa Węgier, symbolizowało starostwo spiskie złożone z 13 miast oraz okręg lubowelski.
W niektórych nowszych przekazach herb ziemi spiskiej przedstawia w polu srebrnym trzy skaliste wzgórza z wypływającymi z ich podnóży rzekami, nad nimi słońce i księżyc złote. Herb ten miałby pochodzić z nadania cesarzowej Marii Teresy w 1774 r.
Na pieczęciach 13 miast spiskich do 1772 występowało jednak wyobrażenie Orła polskiego. W XVIII w okręg lubowelski i podoliniecki używał  pieczęci z wyobrażeniem św. Michała Archanioła przebijającego smoka. Natomiast polscy starostowie spiscy używali własnych pieczęci herbowych.

## Galeria

Herb starostwa spiskiego
Herb Spisza z nadania Marii Teresy

## Literatura
- S.K.Kuczyński. "Polskie herby ziemskie". Warszawa 1993. ISBN 83-01-10991-2.
- A. Znamierowski "Insygnia,symbole i herby polskie". Warszawa 2003. ISBN 83-7311-601-X. Nr 3727.